# Руденко, Александр Иванович (физик)
Руденко Александр Иванович (10 ноября 1944 — 28 марта 1992) — советский учёный, физик, доктор физико-математических наук, лауреат премии Ленинского комсомола в области науки.

## Биография
Поступил в Московский государственный инженерно-физический институт в 1961 году, окончил с отличием в 1967. С 1967 года работал в МИФИ ассистентом, ст. преподавателем, доцентом, с 1983 года — зав. кафедрой.
В 1973 году присуждена премия Ленинского комсомола в области науки — за развитие нелинейной теории нестационарного токопереноса в твердых телах.
В 1972 году защитил кандидатскую диссертацию, в 1986 году — докторскую.
Общественная работа: в 1962 г. командир студенческого отряда МИФИ, член комитета ВЛКСМ МИФИ, преподавал в лицее.